# 基利基利山
17°36′40″S 65°47′36″W / 17.61111°S 65.79333°W

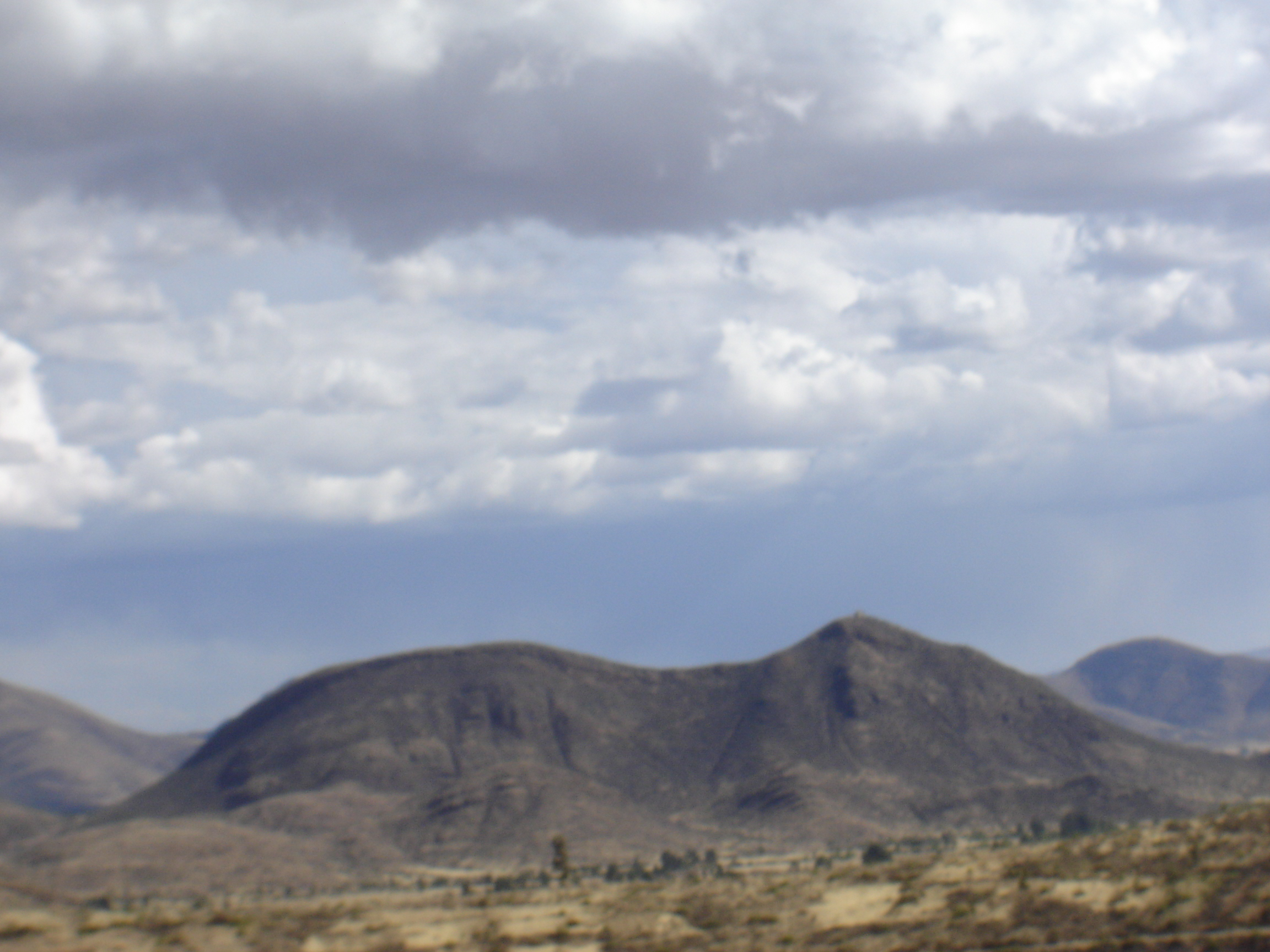

基利基利山（K'illi K'illi），是玻利維亞的山峰，位於該國中部科恰班巴省，處於阿拉尼县和普纳塔县之間接壤的邊境，屬於安第斯山脈的一部分。